# Kazackoje (rejon jakowlewski)
Kazackoje (ros. Казацкое) – wieś (sieło) w Rosji, w obwodzie biełgorodzkim, w rejonie jakowlewskim. W 2010 liczyła 595 mieszkańców.